# Copa Rio 1951
In 1951 werd de eerste editie van de Copa Rio gehouden. De competitie werd gespeeld van 30 juni tot 22 juli. Deze trofee wordt erkend als de eerste wedstrijd voor clubs van wereldniveau. In december 2007 (en andere keren later) verzocht Palmeiras de FIFA om de edities van de Copa Rio te erkennen als officiële WK's voor clubs, maar de FIFA reageerde niet positief op de verzoeken. Op 27 oktober 2017 de FIFA aankondigde de winnaars van de wereldbeker als officiële (de jure) wereldkampioenen te erkennen, met dezelfde titel als de winnaars van het wereldkampioenschap voetbal voor clubs. De Copa Rio werd uitgesloten van de lijst met officiële wereldkampioenen. Echter, FIFA Council in de toekomst kon verandering status aan het toernooi. In april 2019 verklaarde FIFA-voorzitter Gianni Infantino in Brasilia, geïnterviewd door lokale media, dat voor de wereldfederatie alleen de winnaars van de Intercontinental Cup en de Club World Cup als legitieme wereldkampioen.

## Deelnemers
| Club               | Geplaatst als                      |
| ------------------ | ---------------------------------- |
| Vasco da Gama      | Staatskampioen Rio de Janeiro 1950 |
| Palmeiras          | Staatskampioen São Paulo 1950      |
| Nacional           | Uruguyaans landskampioen 1950      |
| Austria Wien       | Oostenrijks landskampioen 1949/50  |
| Sporting Lissabon  | Portugees landskampioen 1950/51    |
| Juventus           | Italiaans landskampioen 1949/50    |
| OGC Nice           | Frans landskampioen 1950/51        |
| Rode Ster Belgrado | Joegoslavisch landskampioen 1951   |

## Groepsfase

### Groep Rio de Janeiro
| Plaats | Club              | Wed. | W | G | V | Saldo | Ptn. |
| ------ | ----------------- | ---- | - | - | - | ----- | ---- |
| 1.     | Vasco da Gama     | 3    | 3 | 0 | 0 | 12:3  | 6    |
| 2.     | Austria Wien      | 3    | 2 | 0 | 1 | 7:6   | 4    |
| 3.     | Nacional          | 3    | 1 | 0 | 2 | 4:8   | 2    |
| 4.     | Sporting Lissabon | 3    | 0 | 0 | 3 | 4:10  | 0    |

|  | Gekwalificeerd voor knock-outfase |

### Groep São Paulo
| Plaats | Club               | Wed. | W | G | V | Saldo | Ptn. |
| ------ | ------------------ | ---- | - | - | - | ----- | ---- |
| 1.     | Juventus           | 3    | 3 | 0 | 0 | 10:4  | 6    |
| 2.     | Palmeiras          | 3    | 2 | 0 | 1 | 5:5   | 4    |
| 3.     | OGC Nice           | 3    | 1 | 0 | 2 | 4:7   | 2    |
| 4.     | Rode Ster Belgrado | 3    | 0 | 0 | 3 | 4:7   | 0    |

|  | Gekwalificeerd voor knock-outfase |

## Knock-outfase
|  | Halve finale  | Halve finale | Halve finale |   |          | Finale | Finale | Finale |
|  |               |              |              |   |          |        |        |        |
|  | Austria Wien  | 3            | 1            |   |          |        |        |        |
|  | Juventus      | 3            | 3            |   |          |        |        |        |
|  | Juventus      | 3            | 3            |   | Juventus | 0      | 2      |        |
|  |               |              |              |   | Juventus | 0      | 2      |        |
|  |               | Palmeiras    | 1            | 2 |          |        |        |        |
|  | Vasco da Gama | Palmeiras    | 1            | 2 | 1        | 0      |        |        |
|  | Vasco da Gama |              |              |   | 1        | 0      |        |        |
|  | Palmeiras     | 2            | 0            |   |          |        |        |        |

### Kampioen
| Copa Rio 1951                 |
| Brazilië                      |
| ----------------------------- |
| PALMEIRAS Kampioen (1° titel) |